# العلاقات الصينية الباربادوسية
العلاقات الصينية الباربادوسية هي العلاقات الثنائية التي تجمع بين الصين وباربادوس.

## مقارنة بين البلدين
هذه مقارنة عامة ومرجعية للدولتين:
| وجه المقارنة                                              | الصين                    | باربادوس       |
| --------------------------------------------------------- | ------------------------ | -------------- |
| المساحة (كم2)                                             | 9.60 مليون               | 439            |
| عدد السكان (نسمة)                                         | 1.33 مليار               | 285.72 ألف     |
| الكثافة السكانية (ن./كم²)                                 | 138.54                   | 65.08 ألف      |
| العاصمة                                                   | بكين                     | بريدج تاون     |
| اللغة الرسمية                                             | اللغة الصينية القياسية   | لغة إنجليزية   |
| العملة                                                    | رنمينبي                  | دولار بربادوسي |
| الناتج المحلي الإجمالي (بليون دولار)                      | 12.24 تريليون            | 4.80 مليار     |
| الناتج المحلي الإجمالي (تعادل القوة الشرائية) بليون دولار | 19.82 تريليون            | 4.66 مليار     |
| الناتج المحلي الإجمالي الاسمي للفرد دولار أمريكي          | 8.03 ألف                 | 15.43 ألف      |
| الناتج المحلي الإجمالي للفرد دولار أمريكي                 | 13.21 ألف                | 16.06 ألف      |
| مؤشر التنمية البشرية                                      | 0.728                    | 0.795          |
| رمز المكالمات الدولي                                      | +86                      | +1246          |
| رمز الإنترنت                                              | .cn، .中国 ‏، .中國 ‏      | .bb            |
| المنطقة الزمنية                                           | توقيت الصين، ت ع م+08:00 | 00             |

## منظمات دولية مشتركة
يشترك البلدان في عضوية مجموعة من المنظمات الدولية، منها:
| علم المنظمة | اسم المنظمة                               | تاريخ انضمام الصين | تاريخ انضمام باربادوس |
| ----------- | ----------------------------------------- | ------------------ | --------------------- |
|             | مؤسسة التنمية الدولية                     | 24 سبتمبر 1960     | 29 سبتمبر 1999        |
|             | يونسكو                                    | 4 نوفمبر 1946      | 24 أكتوبر 1968        |
|             | وكالة ضمان الاستثمار متعدد الأطراف        | 30 أبريل 1988      | 12 أبريل 1988         |
|             | الأمم المتحدة                             | 25 أكتوبر 1971     | 9 ديسمبر 1966         |
|             | الاتحاد البريدي العالمي                   | ?                  | ?                     |
|             | البنك الدولي للإنشاء والتعمير             | 27 ديسمبر 1945     | 12 سبتمبر 1974        |
|             | بنك التنمية الكاريبي ‏                     | ?                  | ?                     |
|             | الاتحاد الدولي للاتصالات                  | 1 سبتمبر 1920      | 16 أغسطس 1967         |
|             | منظمة حظر الأسلحة الكيميائية              | ?                  | ?                     |
|             | مؤسسة التمويل الدولية                     | 15 يناير 1969      | 25 يونيو 1980         |
|             | المركز الدولي لتسوية المنازعات الاستشارية | 6 فبراير 1993      | 1 ديسمبر 1983         |
|             | منظمة التجارة العالمية                    | 11 ديسمبر 2001     | ?                     |
|             | منظمة الشرطة الجنائية الدولية             | ?                  | ?                     |

## وصلات خارجية
- موقع وزارة الخارجية الصينية
- موقع وزارة الخارجية الباربادوسية